# Quercus chihuahuensis
Quercus chihuahuensis — вид рослин з родини букових (Fagaceae); поширений у Техасі — США й у Мексиці.

## Опис
Це пізньо-листопадний кущ або дерево, яке досягає максимальної висоти зростання 20 метрів. Стовбур до 0.3–0.4 м у діаметрі. Крона розлога. Кора сіра, розбита на квадратні пластини. Гілочки сірі густо вовнисті. Листки зворотно-яйцюваті або іноді еліптичні, шкірясті, 4–10 × 2–5 см; основа округла або  серцеподібна; верхівка тупа, іноді субгостра; край цілий або звивисто-зубчастий, плоский або іноді загнутий; верх жовтувато-синьо-зелений, спочатку запушений, потім голий; низ блідіший, щільно запушений; ніжка вовниста, 3–10 мм. Квітне навесні. Тичинкові сережки вовнисті, завдовжки 2–5 см, з численними квітками; маточкові квіти на кінчику міцного, вовнистого квітконосу завдовжки 5 мм. Жолуді однорічні, дозрівають у червні — листопаді, 1 або 2 разом, на ніжці; горіх світло-коричневий, яйцеподібний, 14–18 × 10–12 мм; чашечка глибиною 7–10 мм × шириною 10–15 мм, охоплює 1/2 горіха.

## Поширення й екологія
Поширений у Техасі — США й у Мексиці.
Населяє дубові та сосново-ялівцеві рідколісся, трав'янисті пагорби, іноді простягаючись до сухого колючого чагарника й рідколісся; росте на висотах 400–2700 м.

## Використання
Цей вид використовується як дрова. Він також використовується в лікувальних цілях, точніше для лікування серцевих захворювань.